# István Zajzoni Rab
István Zajzoni Rab (n. 2 februarie 1832, Zizin, România – d. 15 mai 1862, Brașov, Imperiul Austriac) a fost un scriitor maghiar de origine ceangăiască.

## Activitate literară
În timpul șederii sale la Viena a publicat două volume de poezii proprii: Magyarok kürtje în anul 1857 și Kordalok în 1859. Ulterior a devenit redactor al săptămânalului Vasárnapi Ujság și a apublicat și al treilea volum de poezii intitulat Börtön dalok, în anul 1861.

## Opera
- A magyarok kürtje, Viena, 1857;
- Kordalok, Viena, 1859;
- Börtön dalok, Pesta, 1861;
- Válogatott versei, București, 1959.

1. ↑  Österreichisches Biographisches Lexikon 1815–1950